# Antoni Bohdziewicz

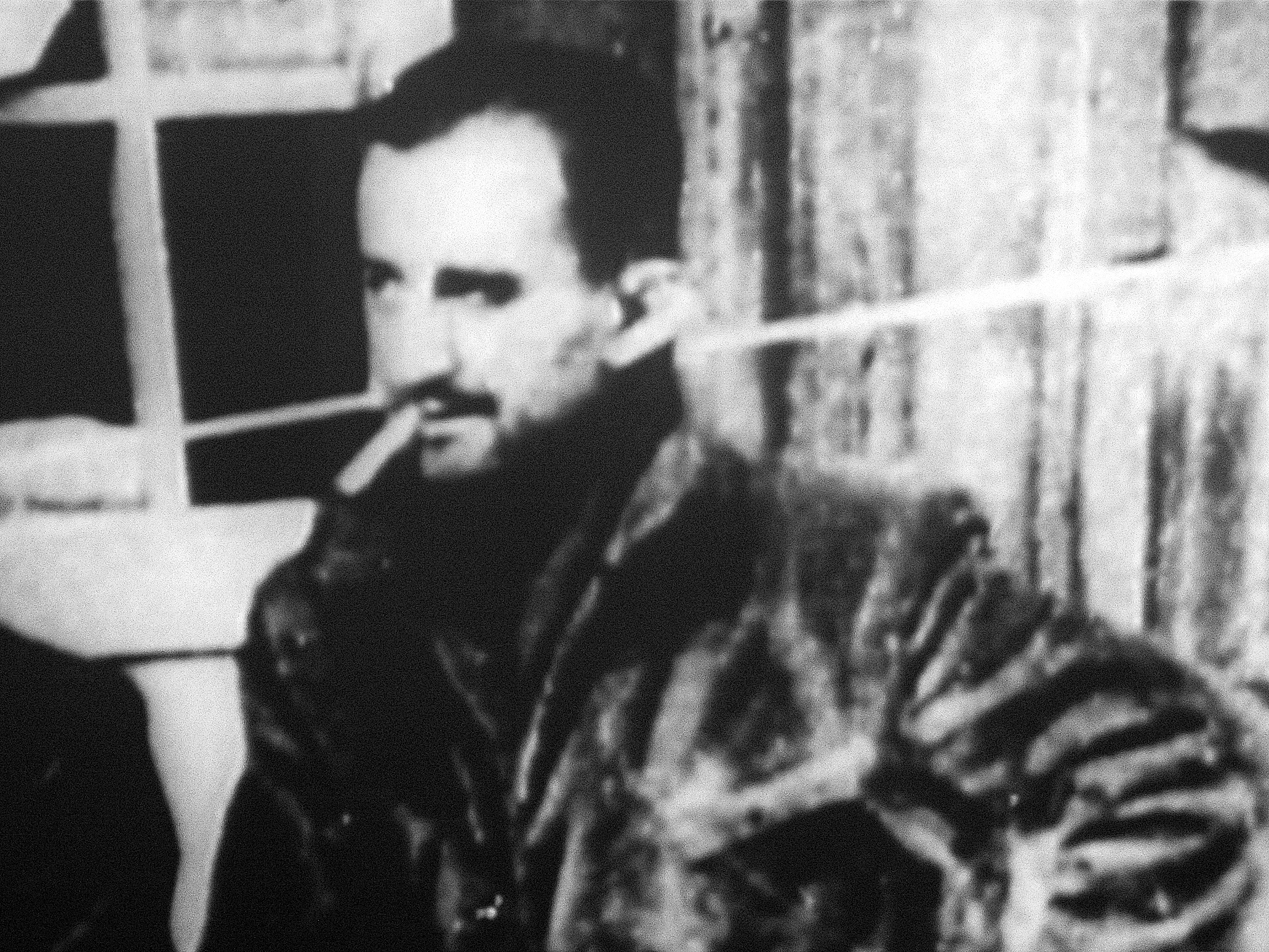
Antoni Bohdziewicz (1944)

Antoni Bohdziewicz (* 11. September 1906 in Vilnius, Russisches Kaiserreich; † 20. Oktober 1970 in Warschau, Polen) war ein polnischer Filmregisseur, Drehbuchautor und Hochschullehrer.

## Leben
Bohdziewicz studierte an der humanistischen Fakultät der Universität Vilnius, die zu der Zeit den Namen Stephan-Bathory-Universität trug, und fand anschließend eine Anstellung als Sprecher und Redakteur am Sender Vilnius, die von 1928 bis 1930 währte. 1931 ging er als Stipendiat nach Paris, studierte dort an der Ecole Technique de la Photographie et Cinematographie Filmkunst und drehte einige Kurzfilme. 1935 kehrte er zurück und gehörte zeitweilig der Zensurbehörde an. Außerdem schrieb er Kritiken für eine Publikation namens Pion, eine dem Sanacja-Regime ideologisch verbundene sozio-literarische Wochenzeitschrift. In seinem Hauptberuf Regisseur war er in der Filmgruppe Polska Agencja Telegraficzna (PAT) aktiv.
1939 begann er mit der Arbeit an seinem ersten Spielfilm Zazdrość i medycyna (Eifersucht und Medizin), der auf einem Roman von Michał Choromański basiert. Die Aufnahmen wurden jedoch durch den Einmarsch der Deutschen und damit verbundenem Kriegsbeginn unterbrochen. Die Verfilmung erfolgte schließlich 1973 durch Janusz Majewski. Während der deutschen Okkupation im Zweiten Weltkrieg organisierte er Filmkurse und arbeitete zusammen mit Regiekollegen Jerzy Zarzycki konspirativ. Den Warschauer Aufstand begleitete er als Leiter einer Gruppe von Kameraleuten der Landesarmee. Nach der Befreiung Polens gründete er 1945 in Kraków eine Nachwuchs-Filmwerkstatt und gab Einweisungskurse. Ab 1948 wirkte er als Professor an der Staatlichen Filmhochschule in Łódź, die er mitbegründet hatte. Er produzierte Spielfilme und stand von 1956 bis 1963 der Filmgruppe Droga und von 1967 bis zu seinem Tod 1970 dem TOR-Filmstudio vor.
Bereits 1947 lehrte er an der Kunsthochschule in Brüssel. Von 1956 an war er Vorsitzender der Föderation polnischer Filmdiskussions-Klubs, ab 1963 Mitglied des Sekretariats und ab 1966 Präsident der Internationalen Vereinigung der Filmklubs (Féderation Internationale des Ciné-Clubs, FICC). Für Andere werden euch folgen errang er 1949 auf dem Festival in Marienbad einen der ersten Preise für den neuen polnischen Film.
Antoni Bohdziewicz arbeitete oft mit dem Schauspieler Ignacy Gogolewski bei Film- und Fernsehproduktionen zusammen, so unter anderem bei Kalosze szczescia (Glücksgaloschen), und Dziewczyna z dobrego domu (Das Mädchen aus gutem Hause, auch: Silvesternacht).

## Filmografie (Auswahl)
- 1949: Andere werden euch folgen (Episode)
- 1957: Zemsta
- 1958: Glücksgaloschen
- 1961: Wirklichkeit
- 1962: Das Mädchen aus gutem Hause (auch unter dem Titel Silvesternacht)
- 1964: Auf der schwarzen Liste